# Kościno
Kościno (do 1945 niem. Köstin) – osada w Polsce położona w województwie zachodniopomorskim, w powiecie polickim, w gminie Dobra (Szczecińska). Leży na granicy polsko-niemieckiej ok. 2 km na południowy zachód od wsi Dołuje. Na północ od osady znajduje się Jezioro Kościńskie.
30 czerwca 2008 wieś miała 197 mieszkańców
Kościno współtworzy wraz z wsią Dołuje – sołectwo Dołuje.

## Historia
W osadzie, na niewielkim wzniesieniu, znajduje się budynek kościoła. Jest to budowla jednosalowa, bez wyodrębnionego prezbiterium, zbudowana z cegły na planie prostokąta. Całość otoczona była murem z kamienia polnego. Przy kościele znajdował się cmentarz, którego ślady zachowały się do dziś w postaci resztek porozbijanych tablic nagrobkowych. Budowla ta bez większych zniszczeń przetrwała II wojnę światową, ale po roku 1945 popadła w ruinę.
W osadzie miała swoją siedzibę strażnica Wojsk Ochrony Pogranicza, a od 16 maja 1991 roku Straży Granicznej i funkcjonowała do 2 stycznia 2003 roku.
Obecnie osada zatraca swój pierwotny rolniczy charakter ze względu na intensywnie rozwijające się budownictwo jednorodzinne.
Przynależność polityczno-administracyjna:
- 1815–1866: Związek Niemiecki, Królestwo Prus, prowincja Pomorze
- 1866–1871: Związek Północnoniemiecki, Królestwo Prus, prowincja Pomorze
- 1871–1918: Cesarstwo Niemieckie, Królestwo Prus, prowincja Pomorze
- 1919–1933: Rzesza Niemiecka (Republika Weimarska), kraj związkowy Prusy, prowincja Pomorze
- 1933–1945: III Rzesza, prowincja Pomorze
- 1945–1975: Polska, województwo szczecińskie
- 1975–1998: Polska, województwo szczecińskie
- 1999 – teraz: Polska, województwo zachodniopomorskie, powiat policki, gmina Dobra.